# Abraxas igneofasciata
Abraxas igneofasciata är en fjärilsart som beskrevs av Rayner 1909. Abraxas igneofasciata ingår i släktet Abraxas och familjen mätare. Inga underarter finns listade i Catalogue of Life.